# Ryslinge Høj- og Efterskole
Ryslinge Høj- og Efterskole er en dansk folkehøjskole og efterskole i Ryslinge på Fyn. Højskolen underviser med fokus på teater og skuespil, mens efterskolen har Projektledelse som et af hovedprioriteterne.
Højskolen blev grundlagt i 1851 af Christen Kold i en nyopført bygning, der var formet som Thors hammer. Den var Danmarks tredjeældste højskole efter Rødding (1844) og Uldum (1849).
Den oprindelige skole flyttede i 1853 på grund af pladsmangel til Dalby ved Kerteminde. I 1866 blev en ny højskole grundlagt i nye bygninger i Ryslinge. Højskolen blev et centrum for folkeoplysning og almendannelse.
Siden årtusindskiftet har Ryslinge som på mange andre højskoler været kendetegnet ved faldende elevtal. I 2008 resulterede det i, at skolekredsen besluttede at oprette efterskole i dele af højskolens bygninger med Torben Vind Rasmussen som forstander. Ryslinge Højskole blev derfor til Ryslinge Høj- og Efterskole.
I januar 2012 startede Ryslinge Højskole op under et nyt navn: Ryslinge Innovationshøjskole, som dog snart måtte lukke pga. manglende elevtilslutning.
I maj 2014 blev sceneinstruktør Jeppe Sand og skuespiller Susan Olsen ansat som øverste ledelse i udviklingen, iværksættelsen og driften af en ny teaterhøjskole-profil på Ryslinge Højskole med fordybelse i teater, skuespil og scenekunst.

## Ryslinge Efterskole
Skolekredsen for Ryslinge Høj- og Efterskole besluttede i 2009 at oprette en efterskole, fordi at Ryslinge Højskole oplevede at elevtallet begyndte at falde i starten af 00'erne. Efterskolen rummer ca. 150 elever pr. årgang.
Ryslinge Efterskole bygger på traditioner fra N.F.S. Grundtvig og C. Kold. Det betyder, at skolen forsøger at oplære eleverne i at være åbne, ansvarlige og aktive medborgere i et globalt samfund. Efterskolen optager kun 10.-klasseselever.
Ryslinge Efterskole tilbyder seks forskellige linjer: Adventure, kunst, medie, musik, science og teater. Efterskolen har ca. 35 ansatte.
I 2019 skulle skolen huse Midtfyns Festivalen, der genopstod efter lokale ildsjæle har startet konceptet op igen. Festivalen blev dog afviklet i Ringe, hvor den under dens storhedstid fandt sted.

## Forstandere på Ryslinge Højskole
1. 1851 - 1853: Christen Kold
2. 1866 - 1884: Johannes Clausen
3. 1877 - 1884: Rasmus Hansen
4. 1884 - 1929: Alfred Poulsen
5. 1929 - 1962: Gunnar Damgaard-Nielsen
6. 1962 - 1991: Torben Rostbøll
7. 1991 - 1997: Torben Jørgensen
8. 1997 - 1997: Uffe Strandby (konstitueret)
9. 1998 - 2006: Peter Hedegaard
10. 2006 - 2008: Ole Koppelgaard
11. 2008 - 2009: Viggo Nørgaard (konstitueret)
12. 2009 - 2011: Asser Amdisen
13. 2011 - 2011: Torben Vind Rasmussen (konstitueret)
14. 2011 - 2013: Tyge Mortensen
15. 2014 - 2019: Torben Vind Rasmussen
16. 2014 -2019 : Jeppe Sand og Susan A. Olsen (øverste kunstnerisk ledelse)
17. 2019 - : Helge Andersen Lund[7]